# Conde de Farrobo
Conde de Farrobo foi um título criado pela rainha D. Maria II de Portugal, por Decreto de 4 de Abril de 1833, a favor de Joaquim Pedro Quintela, 2.º Barão de Quintela, em reconhecimento pelo apoio dado à causa liberal.
Usaram o título
1. Joaquim Pedro Quintela, 2.º Barão de Quintela, 1.º Conde de Farrobo.
2. Joaquim Pedro Quintela, 2.º Conde de Farrobo.
3. João Pedro de Melo Quintela de Saldanha, 3.º Conde de Farrobo.

Após a implementação da República e o fim do sistema nobiliárquico, tornaram-se pretendentes ao título Artur de Melo Quintela de Saldanha, Joaquim Pedro José Furtado Quintela de Saldanha e, atualmente, João Pedro Quintela de Saldanha.